# Plat
Plat var en dansk komikertrio, dannet i 1981, bestående af Michael Carøe, Peter Kær og Mads Keiser. Skolekammerater fra Mørdrupskolen og Rungsted Statsskole. Plat optrådte flere år fast på Strøget i København. 

## Shows
- Storkespringvandsrevyen, Strøget, 1984
- Flisefestival, Strøget, 1985
- Sca-du-bae på Dækket, Bådteatret 1987
- Sca-du-bae i Lasten, Bådteatret 1988
- Sca-du-bae i Orkestergraven, Det Kongelige Teater 1989
- Plat på Slukefter, Slukefter 1990
- Plat i Kridthuset, Kridthuset, 1991
- Plat på ABC, ABC Teatret, 1993[1]
- Plat på Bellevue, Bellevue Teatret, 1996
- De Hemmelige Shows, Comedy Zoo og Kong P, 2006[2]

## Udgivelser
- PLAT, LP, udgivet på Genlyd, 1986
- Svedsken på Disken, CD, udgivet på Tuba, 1990
- Plat Show, VHS, 1996

## TV
- Plat på Slukefter, tv-shows, TV2, 1990
- Plat i Kridthuset, tv-shows, TV2, 1991
- Plat på Bellevue, DR, 1996